# Jelašnica (Surdulica)
Pour les articles homonymes, voir Jelašnica.
Jelašnica (en serbe cyrillique : Јелашница) est une localité de Serbie située dans la municipalité de Surdulica, district de Pčinja. Au recensement de 2011, elle comptait 1 042 habitants.
Jelašnica est officiellement classée parmi les villages de Serbie.

## Démographie
| 1948  | 1953  | 1961  | 1971  | 1981  | 1991  | 2002  | 2011  |
| ----- | ----- | ----- | ----- | ----- | ----- | ----- | ----- |
| 1 401 | 1 369 | 1 397 | 1 410 | 1 355 | 1 319 | 1 173 | 1 042 |

|  |